# Mahfooz Aviation
 (juin 2023).
Mahfooz Aviation est une compagnie aérienne charter basée à Banjul, en Gambie.

## Histoire
Mahfooz Aviation a été fondée en 1992 et est la propriété de l'homme d'affaires saoudien Mahfooz Salem Bin Mahfooz.

## Flotte
La Mahfooz Aviation n'a pas d'avion propre en septembre 2019 :

## Destinations
Mahfooz Aviation dessert des pays d'Afrique de l'Ouest en charters.